# پلی‌پرنول
پلی‌پرنول (به انگلیسی: Polyprenol) با فرمول شیمیایی H-(C۵H۸)n-OH یک ترکیب شیمیایی است. شکل ظاهری این ترکیب، مایع روغنی شفاف است.